# Leila Toubel
Leila Toubel (em árabe: ليلى طوبال Leila Toubel.oggⓘ), natural de Hammam Lif, é uma militante e mulher do teatro, autora, atriz e dramaturga tunisiana.
Ela é considerada uma das figuras do teatro tunisiano.

## Biografia
Originária de Hammam Lif, Leila Toubel escreve, desde muito jovem, poemas e contos. A partir dos treze anos, faz teatro no âmbito escolar e assiste às apresentações da companhia de Aly Ben Ayed, paixão pelo teatro que nunca mais a abandonará. Por ocasião de uma audição no Centro de Formação Internacional Árabe-Africano de Teatro El Hamra, em Túnis, em 1990, o encontro com Ezzedine Gannoun lança verdadeiramente a sua carreira profissional. Gannoun dirige o Teatro El Hamra juntamente com, entre outros, Toubel.
Entre 2000 e 2010, ela faz uma pausa artística, Toubel indicando que precisava entender quem ela era e o que poderia ser no palco.
Após 25 anos no Teatro El Hamra, Leila Toubel deixa suas funções em junho de 2014.
Ela se despede dos palcos como atriz em 13 de agosto de 2022, após apresentar Yakouta, seu último monodrama, no Festival Internacional de Cartago. No entanto, ela continua a escrever e a apoiar jovens artistas por meio de seu projeto Dream’s Chebeb.
Em 2022, Leila Toubel preside o júri da competição oficial dos Dias Teatrais de Cartago.

## Obra

### Texto
- 1998-1999: Je laisse une trace
- 2006-2007: Otages (رهائن), encenação de Ezzedine Gannoun
- 2009-2010: The End (آخر ساعة), encenação de Ezzedine Gannoun
- 2012-2014: Monstranum’s (غيلان), encenação de Ezzedine Gannoun
- 2015-2016: Solwen (سُلْوَانْ)
- 2016-2017: Hourya (حورية)
- 2021: Yakouta (ياقوتة)
- 2023: O Juramento dos Caminhos (Le Serment des Chemins / وعد الثنايا)
- 2025: Ad Vitam (كيما اليوم)

### Encenação
- 1994: Histoires de femmes
- 1999: Je laisse une trace
- 2015-2016: Solwen (سُلْوَانْ)
- 2016-2017: Hourya (حورية)
- 2021: Yakouta (ياقوتة)
- 2025: Ad Vitam (كيما اليوم)

### Interpretação
- 1991-1992: Gamra Tah, encenação de Ezzedine Gannoun
- 1993-1994: L’Ascenseur, encenação de Ezzedine Gannoun
- 1996-1997: Tyour Ellil (طيور اللّيل), encenação de Ezzedine Gannoun
- 1998-1999: Les Feuilles mortes, encenação de Ezzedine Gannoun
- 2000: Khmissa
- 2000: Nwassi (نواصي), encenação de Ezzedine Gannoun
- 2009: The End (آخر ساعة), encenação de Ezzedine Gannoun
- 2015-2016: Solwen (سُلْوَانْ)
- 2016-2017: Hourya (حورية)
- 2021: Yakouta (ياقوتة)